# St. Margareta (Bolsdorf)

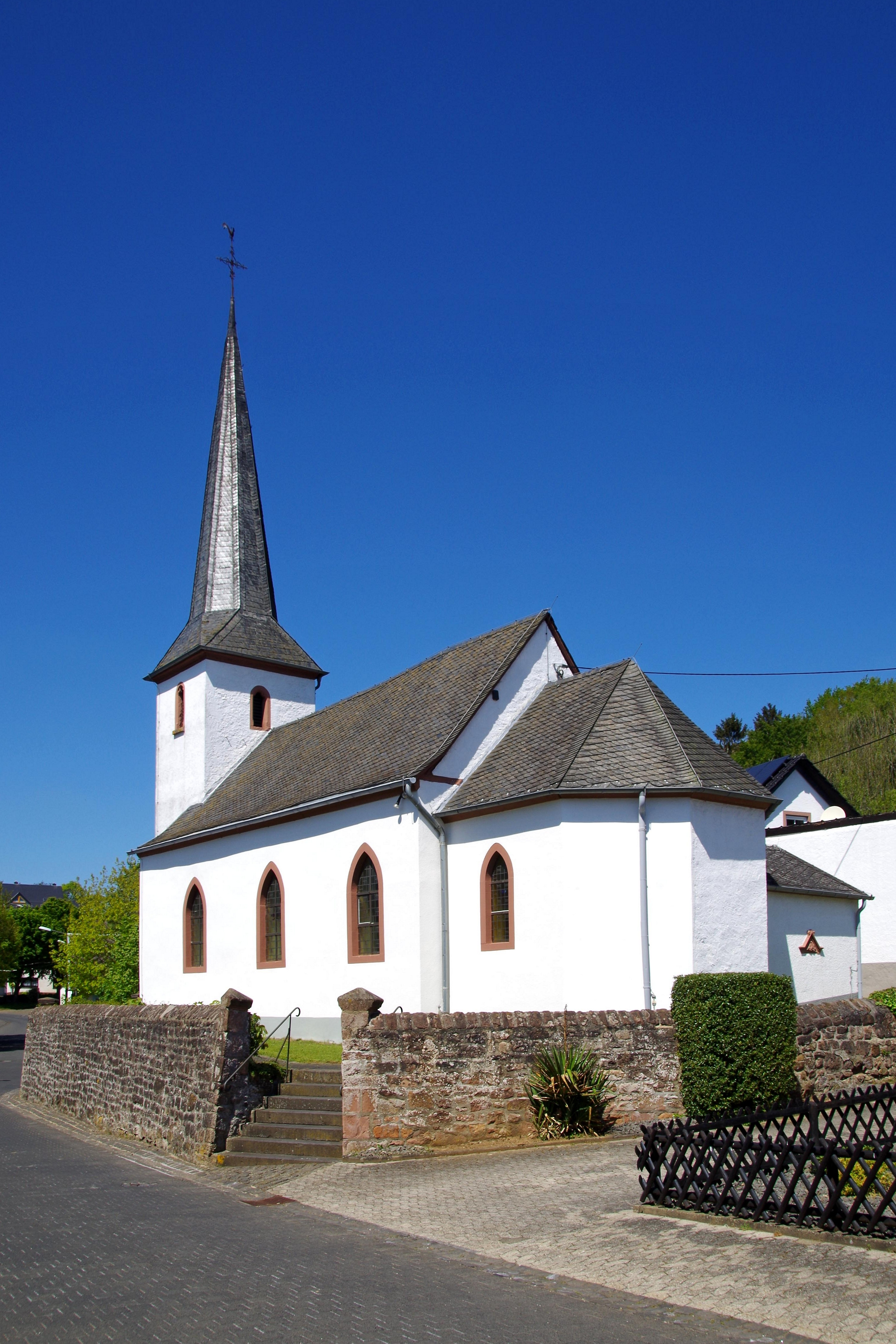
Bolsdorf, St. Margareta, Südostseite

Die Kapelle St. Margareta (auch: St. Margaretha) ist ein sakraler Renaissancebau im Stadtteil (Ortsbezirk) Bolsdorf von Hillesheim im Landkreis Vulkaneifel in Rheinland-Pfalz und gehört zum Bistum Trier.

## Geschichte
Die erste Kapelle wurde gegen 1500 erbaut. 1505 fand die Weihe des Altars statt. Der dreiachsige Saalbau in seiner jetzigen Gestalt stammt aus dem 17. Jahrhundert. Chor und Westturm sind von 1704.
1882 erhielt die Kapelle einen neuen Chor und 1887 ein erweitertes Schiff.
Pfarrpatronin der Filialkapelle ist die Heilige Margareta von Antiochia. In der Kapelle ist sie dargestellt als Jungfrau mit Märtyrerkrone, Palme und Heiligem Buch.

## Ausstattung

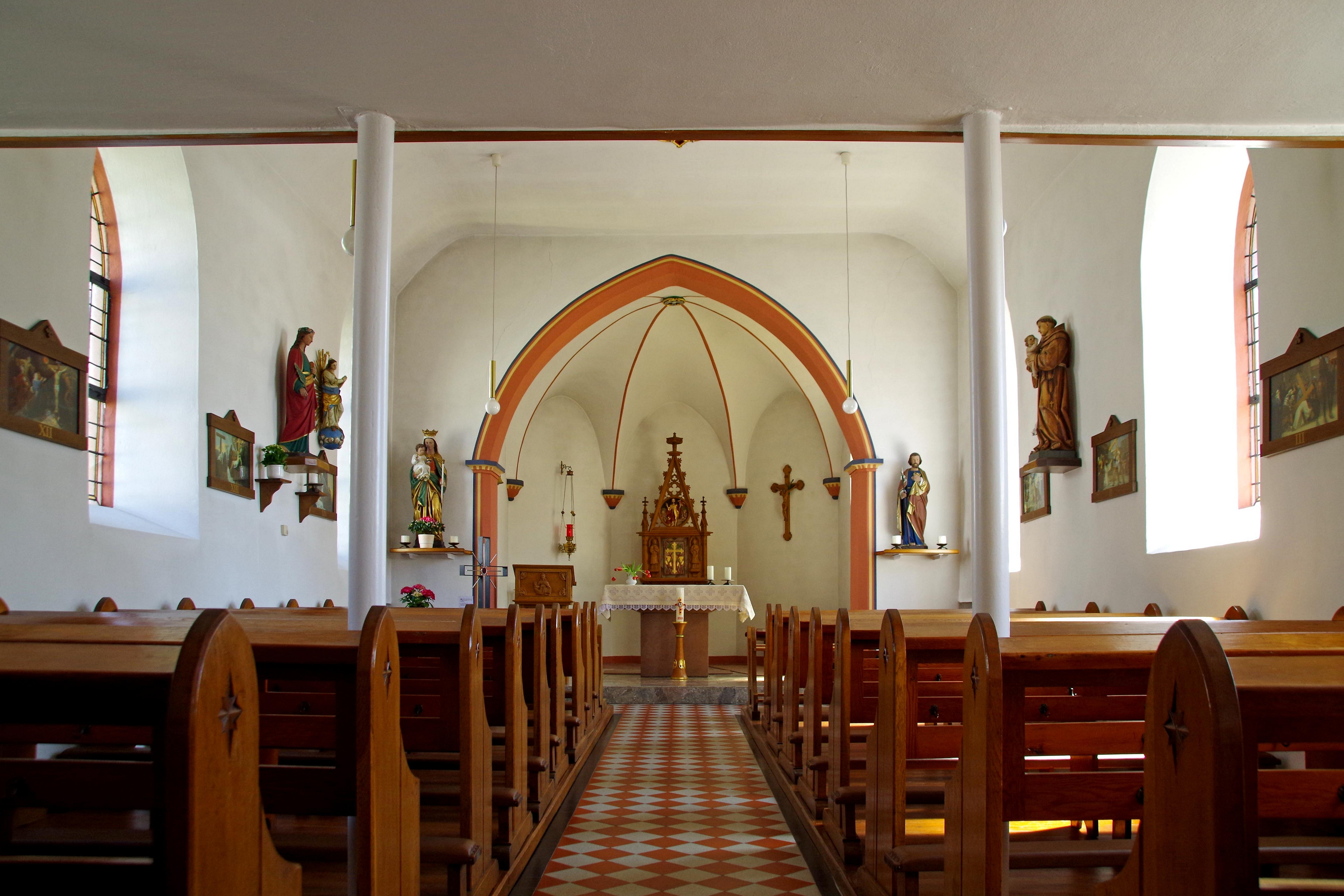
Blick auf den Altar
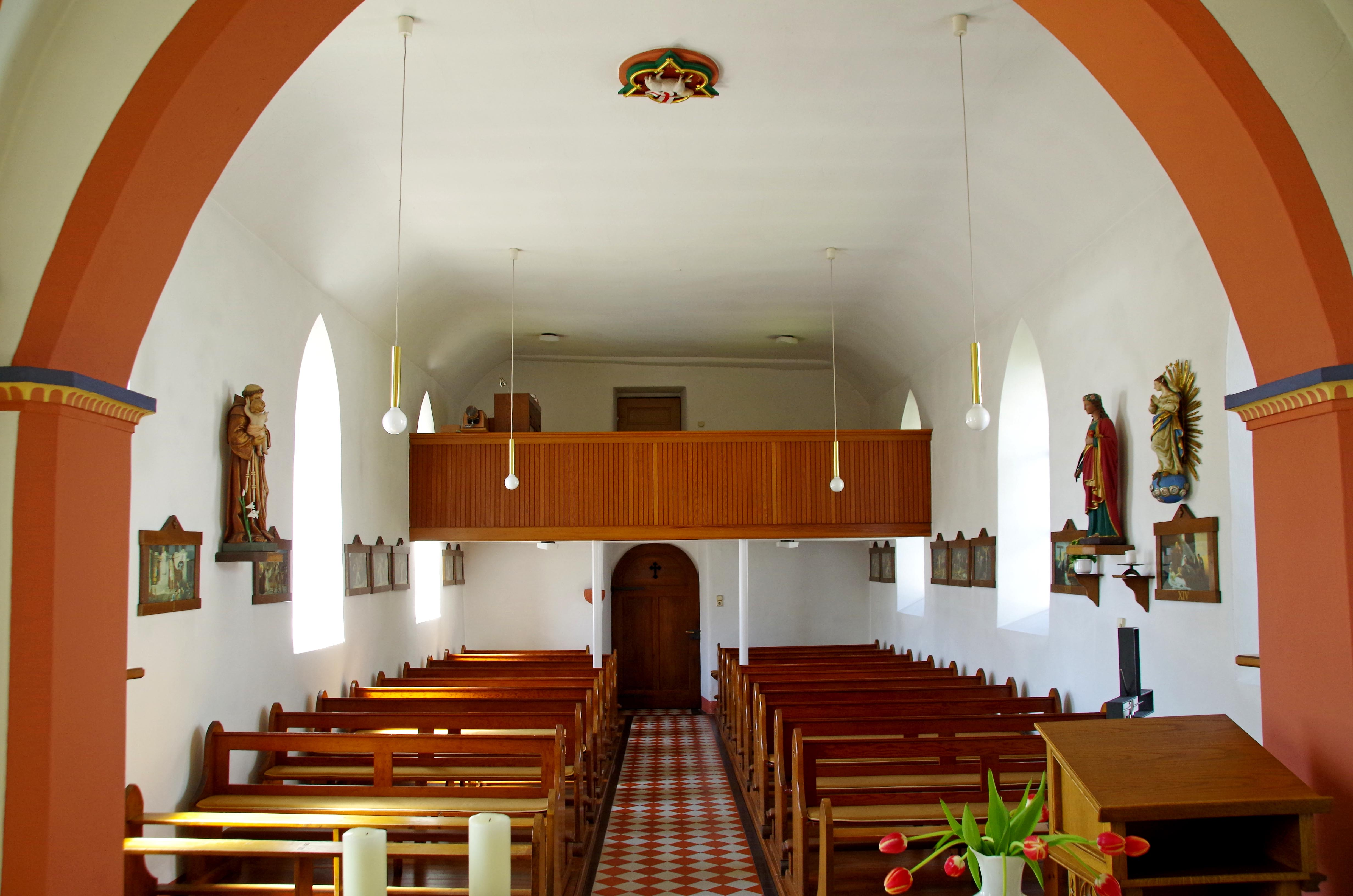
Blick auf die Empore
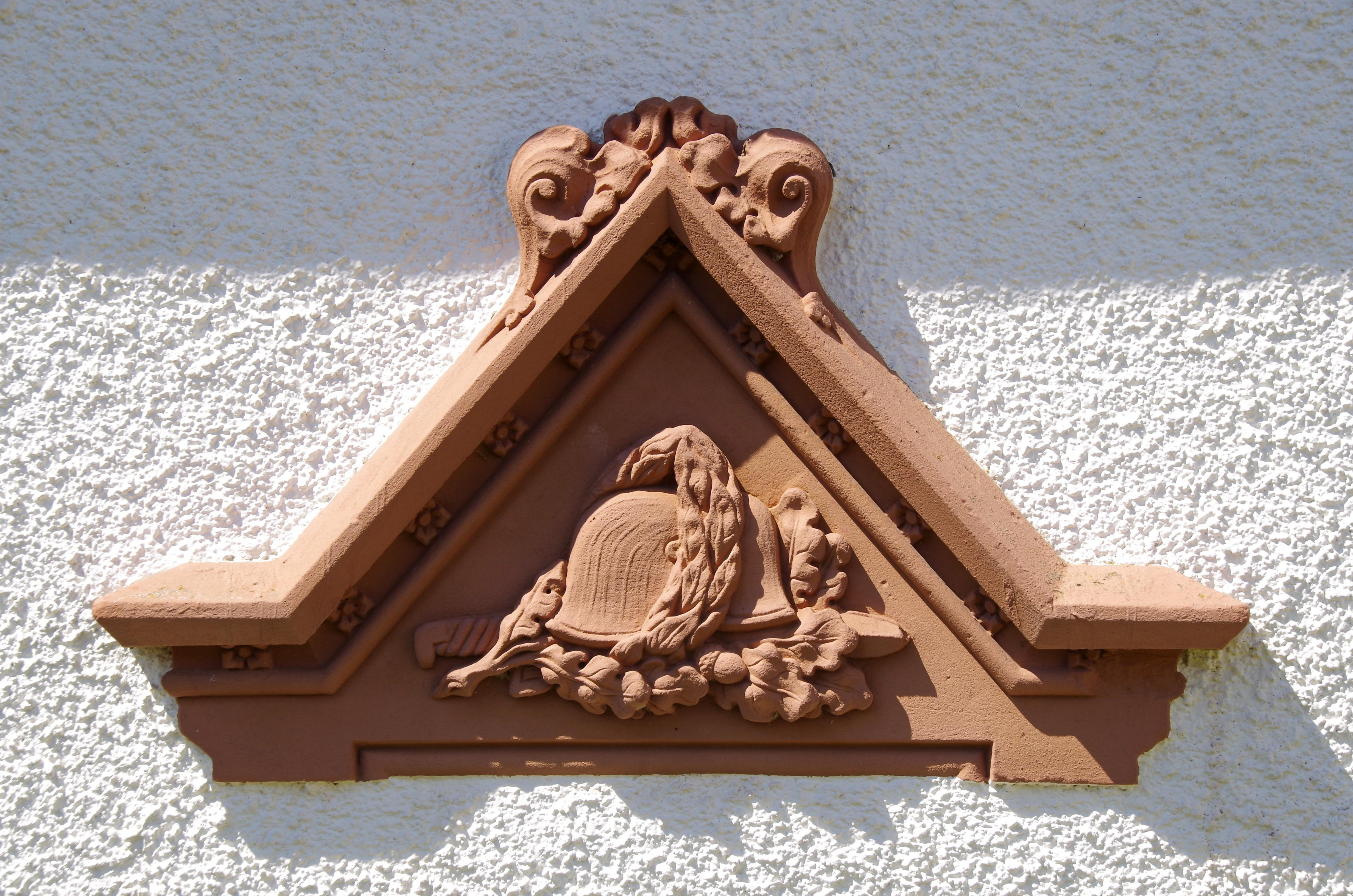
Relief an der Nordostseite
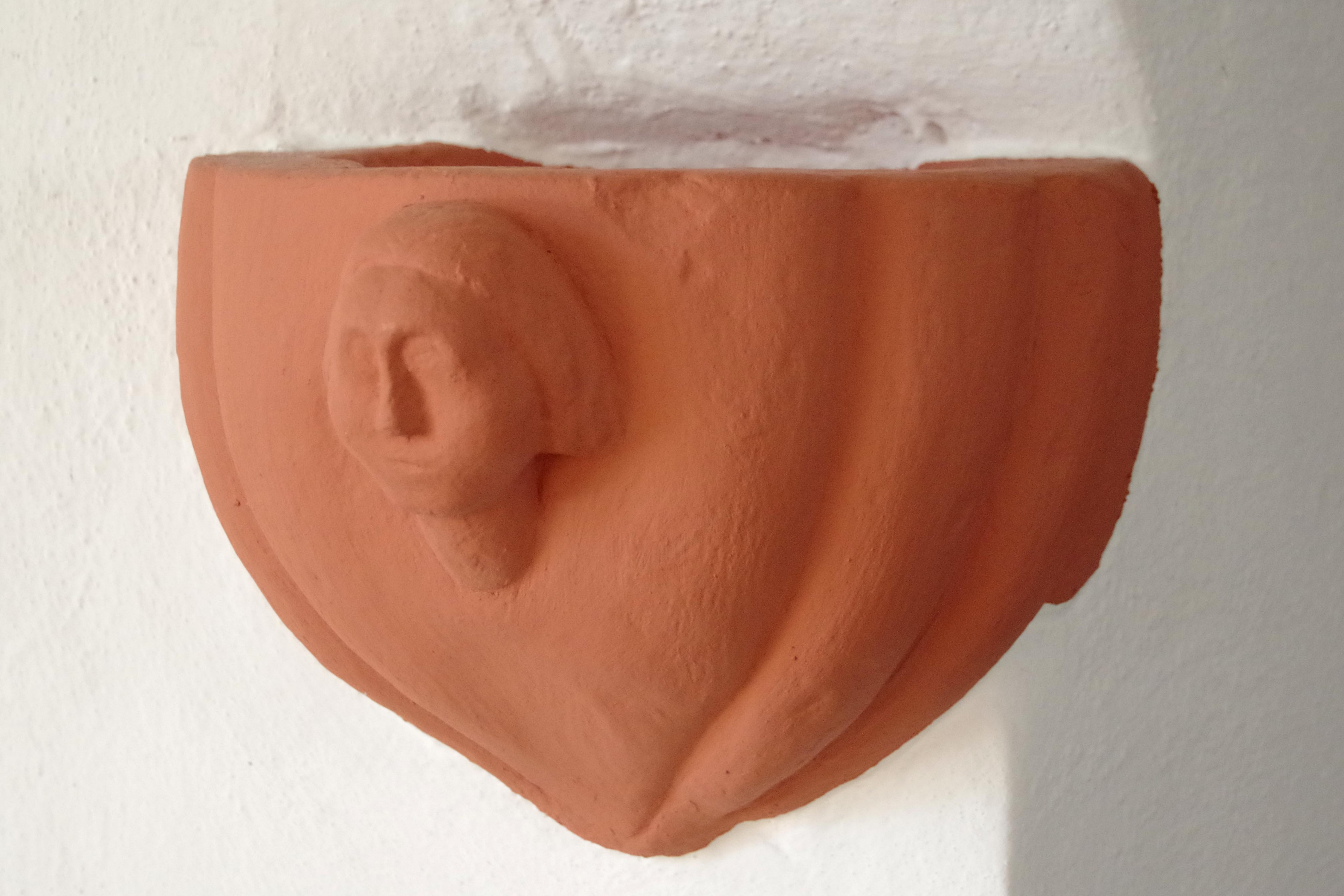
Weihwasserbecken

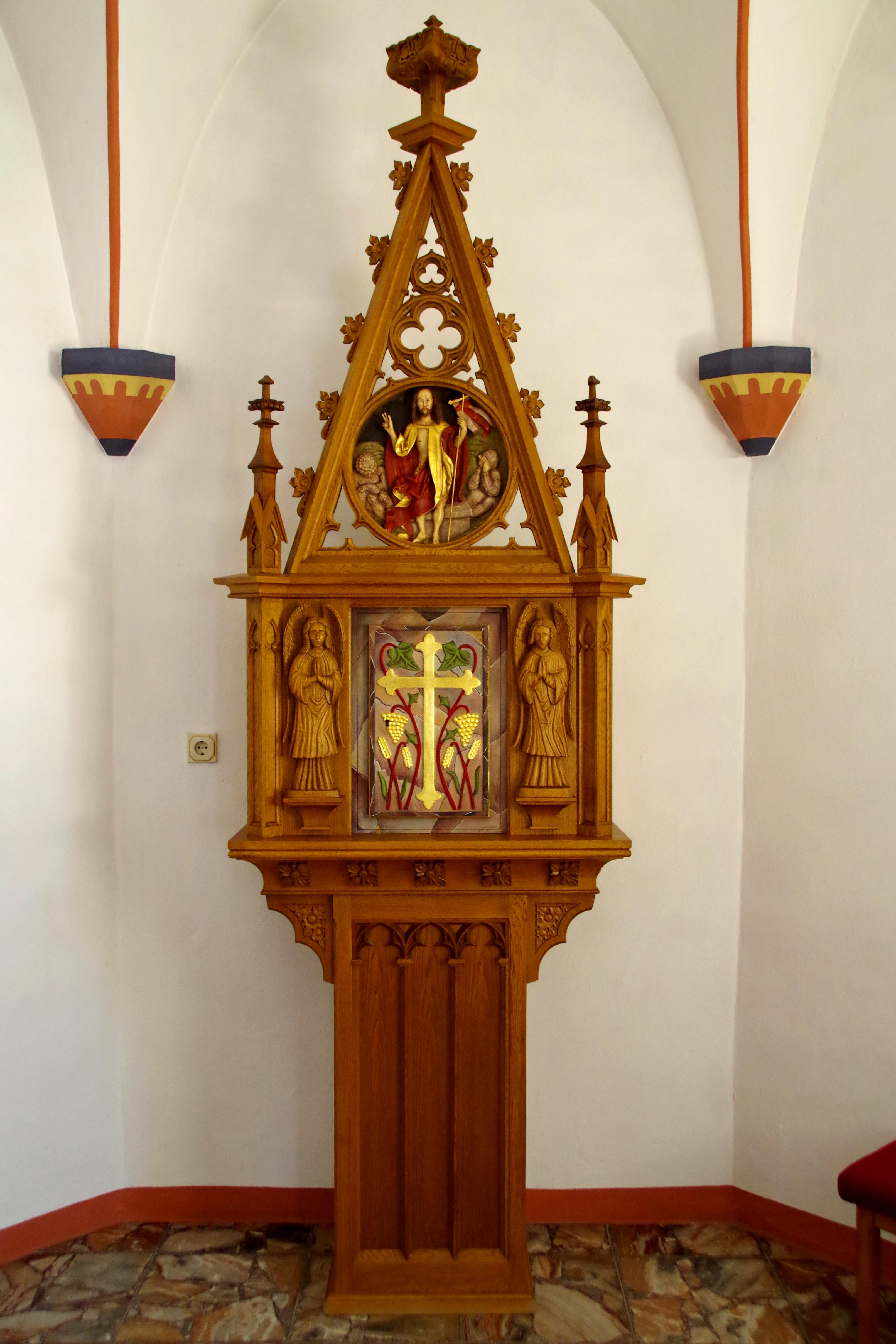
Tabernakel
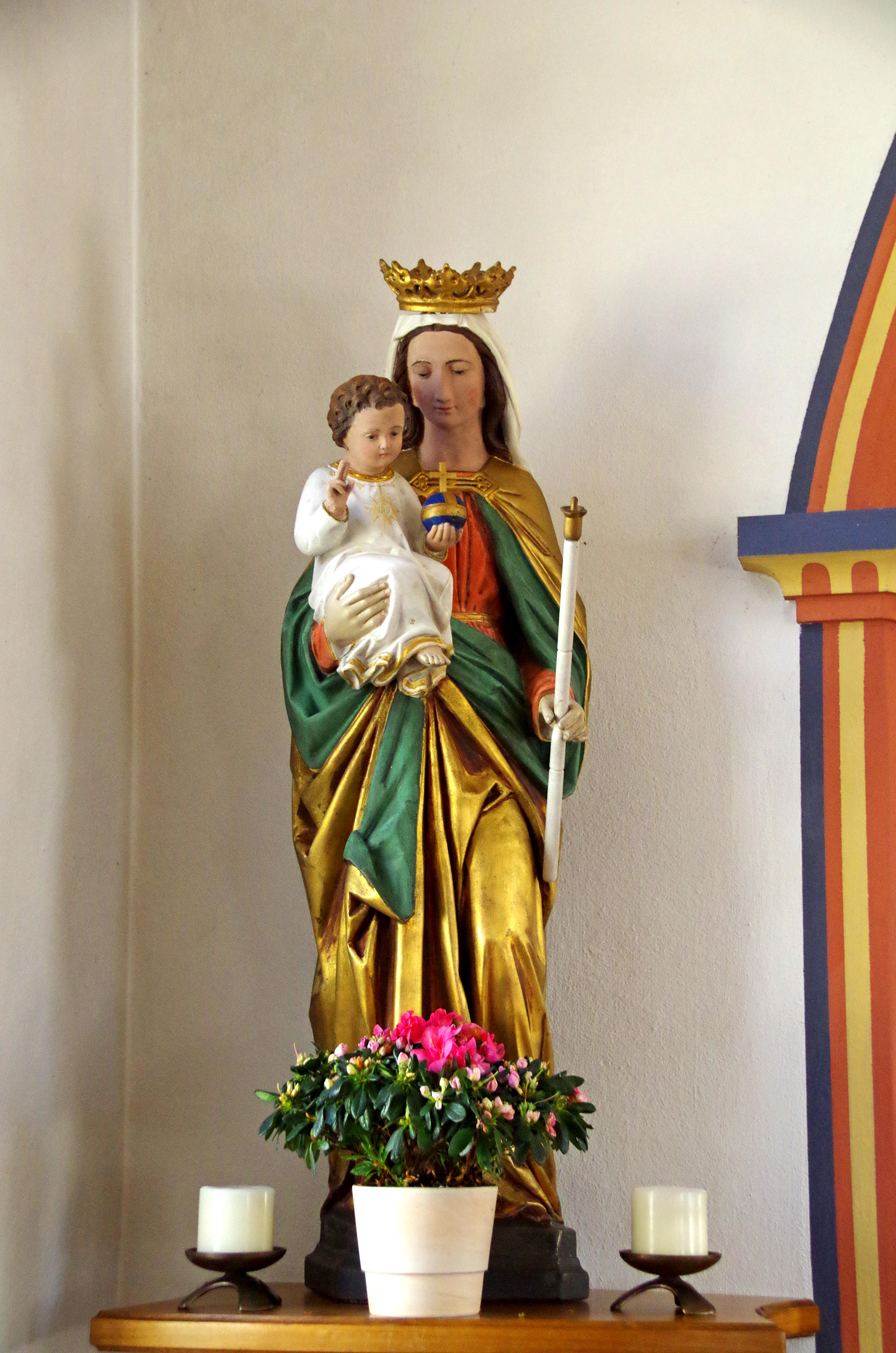
Maria mit Kind (linker Seitenaltar)
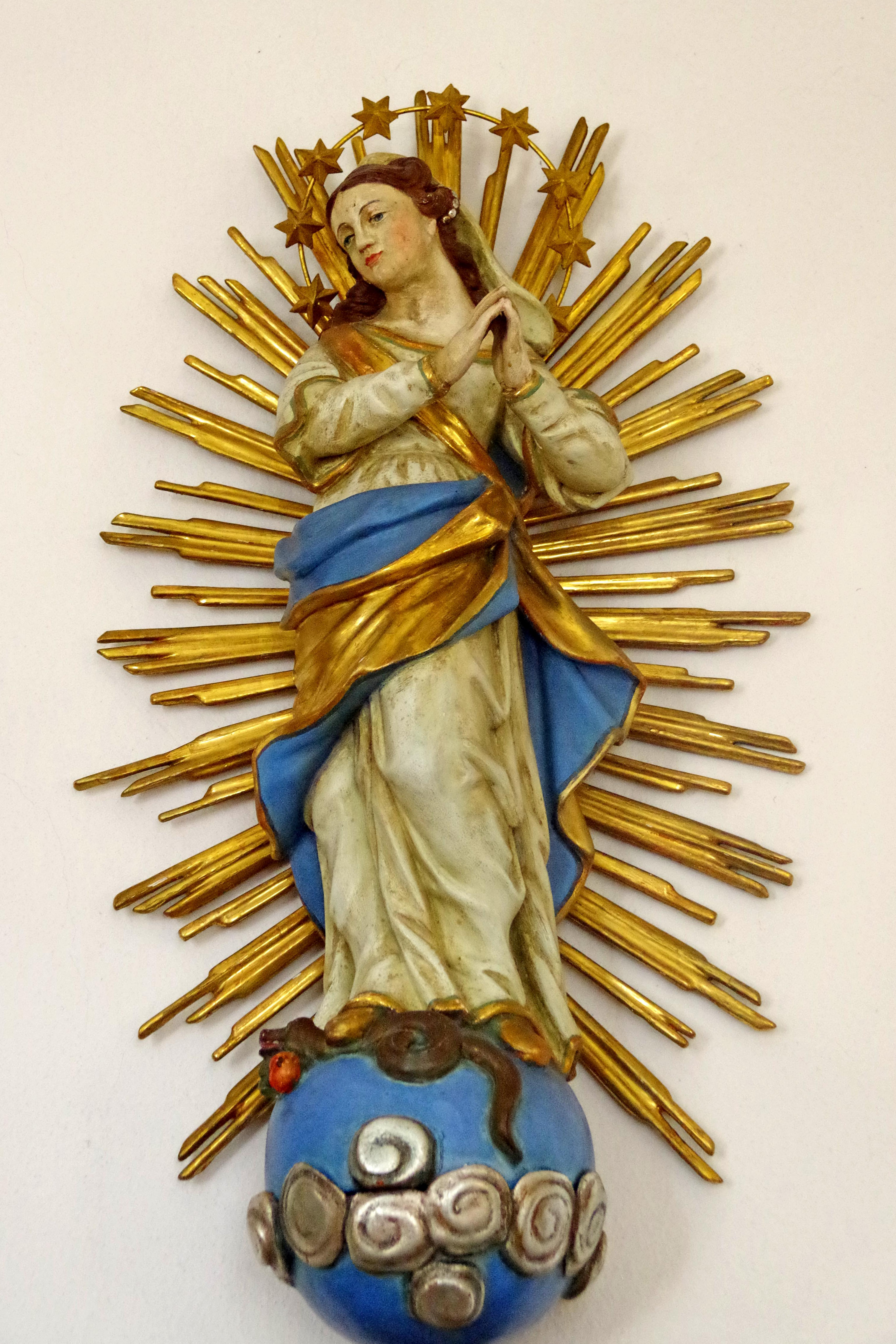
Strahlen-kranz-Madonna
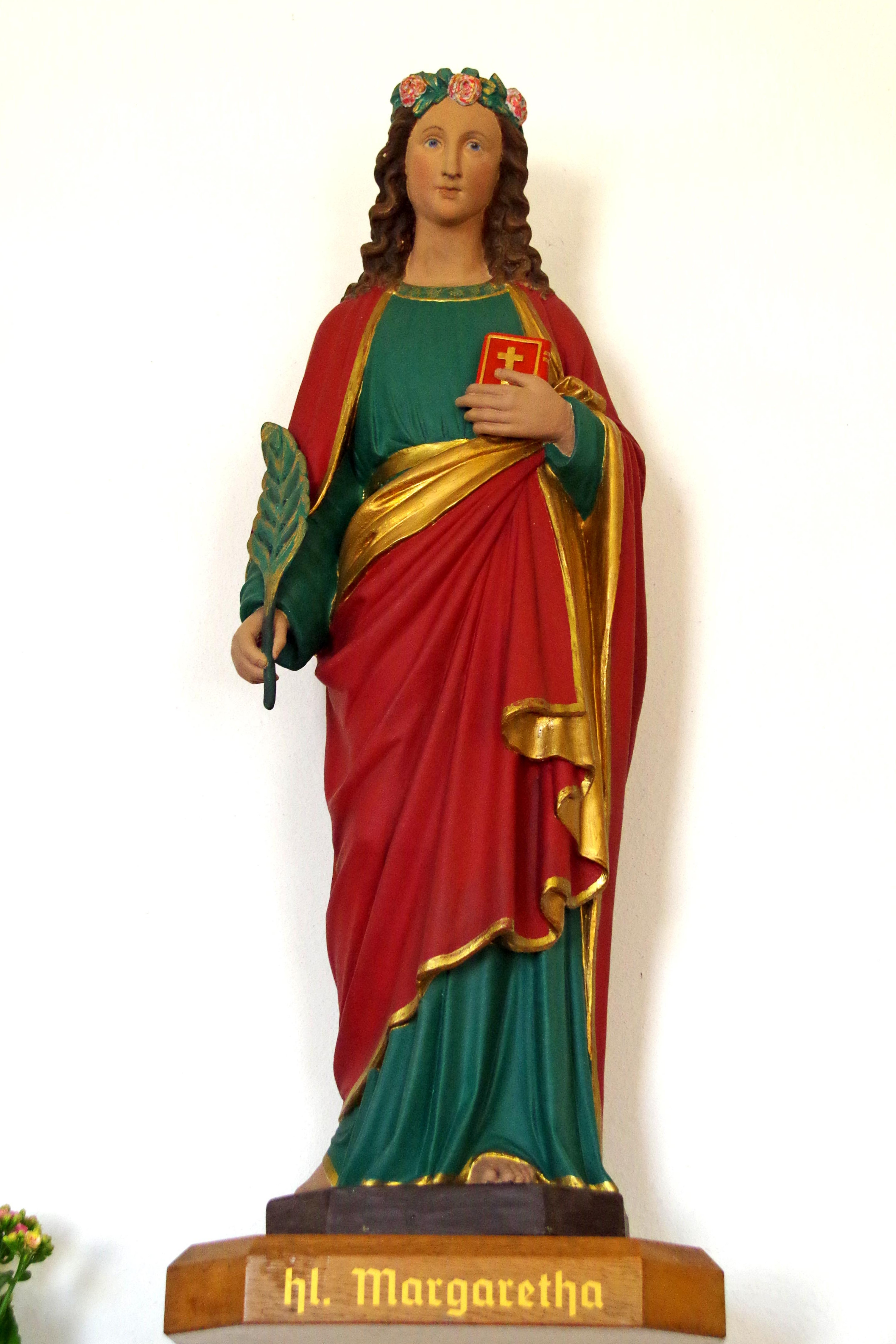
Statue der Heiligen Margaretha
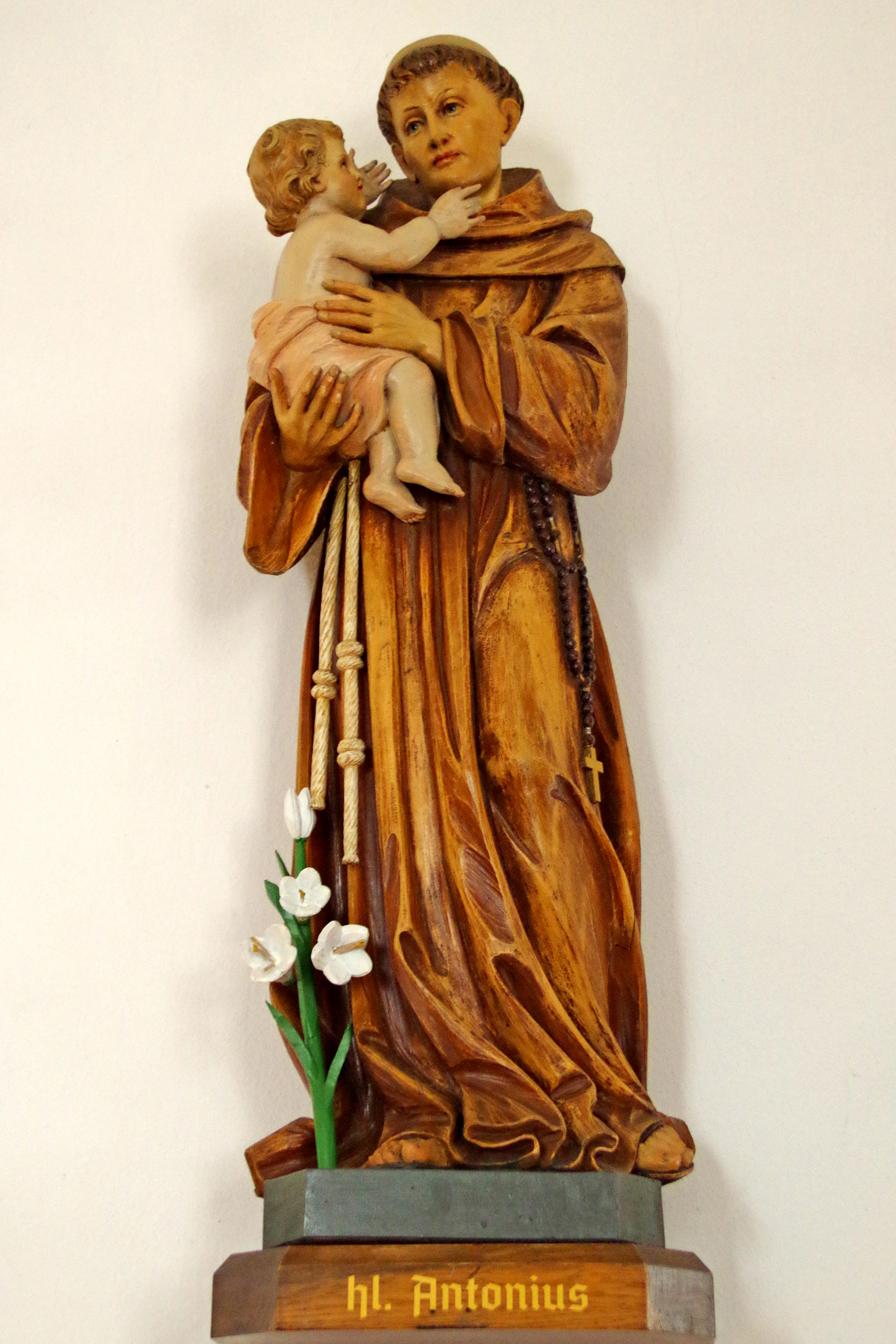
Statue des Heiligen Antonius

## Denkmalschutz
Die Kapelle St. Margareta in Bolsdorf ist in der Liste der Kulturdenkmäler in Hillesheim (Eifel) verzeichnet.